# Horiv, Lokaci
Horiv (în ucraineană Хорів) este un sat în comuna Starîi Zahoriv din raionul Lokaci, regiunea Volînia, Ucraina.

## Demografie
Componența lingvistică a localității Horiv
     Ucraineană (99,72%)
     Alte limbi (0,28%)
Conform recensământului din 2001, majoritatea populației localității Horiv era vorbitoare de ucraineană (99,72%), existând în minoritate și vorbitori de alte limbi.